# Mattiastrum karakoricum
Mattiastrum karakoricum är en strävbladig växtart som beskrevs av D. Podlech och F. Sadat. Mattiastrum karakoricum ingår i släktet Mattiastrum och familjen strävbladiga växter. Inga underarter finns listade i Catalogue of Life.